# OwnCloud
ownCloud是一个自由且开源的客戶端到服務器端的軟件，可作為个人云存储解决方案。包括兩個部分：服务器和客戶端。ownCloud 最早由KDE开发者Frank Karlitschek于2010年一月创建，目标是成为商业云服务提供商的替代。与商业云存储服务不同，ownCloud可以自由获取无需付费，但相應地，使用者必須自行架設 ownCloud的服务器，這需要一點技術。不過也是有商业云存储服务提供商使用 ownCloud 作為服务器，例如奧地利商的 OwnCube（页面存档备份，存于）。
ownCloud在客戶端可透過網頁界面，或者安裝專用的客戶端軟體來使用。網頁界面當然就是任何能開網頁的平台都支援，而客戶端軟體也支援相當多平台，Windows、Linux、iOS、Android皆有。
除了云存储之外，ownCloud也可用於同步行事曆、電子郵件聯絡人、網頁瀏覽器的書籤；此外還有多人線上文件同步協作的功能（類似google documents或Duddle等等）。

## 歷史
ownCloud 於 2010年1月宣佈，要為儲存服務商提供免費的替代軟體。

## 自ownCloud建立分支的歷史
2016年4月，Karlitschek與一些核心開發者離開了ownCloud公司。這也包含了一些來自ownCloud社群的ownCloud公司員工。
這次的分支在Karlitschek的部落格貼文中揭露，並問了一些諸如「誰擁有社群？誰擁有ownCloud本身？短期利潤或長期責任與發展哪個比較重要？」等問題。不過並沒有對這次分支的原因多加陳述。
同年的6月2日，亦即在宣佈分支後的12小時內，位於美國的ownCloud公司宣佈其立即關閉，其指出「……美國的主要貸款機構取消我們的貸款。依照美國的法律，我們被迫關閉ownCloud公司，這個決定立即生效且終結與8名員工的契約。」ownCloud公司指責Karlitschek偷偷將開發者帶走，而Nextcloud的開發者，如Arthur Schiwon則表示「決定離開是因為ownCloud公司已經變得與我想像中的不一樣了」。然後，ownCloud GmbH透過投資者的新融資擔保繼續其業務並接管ownCloud公司。